# Општина Шоварна
Шоварна (рум. Șovarna) општина је у Румунији у округу Мехединци.
Oпштина се налази на надморској висини од 255 m.